# Niger
Niger ([ˈniːgɐ], amtlich Hausa Jamhuriyar Nijar, Republik Niger) ist ein Binnenstaat in Westafrika. Der namensgebende Fluss Niger durchfließt den relativ dicht besiedelten Südwesten des Wüsten- und Savannenstaates.
Niger grenzt im Norden an Algerien und Libyen, im Westen an Mali und Burkina Faso, im Osten an den Tschad und im Süden an Nigeria und Benin. Es ist ein Binnenstaat mit Anteil an der Sahara, dem Sahel und dem Sudan. Die größte Stadt Nigers ist die Hauptstadt Niamey. Weitere Großstädte sind Zinder, Maradi und Agadez.
Die ehemalige französische Kolonie ist seit 1960 unabhängig und ist die Heimat einer Vielzahl verschiedener ethnischer Gruppen. Seit der Unabhängigkeit wurden sieben verschiedene Verfassungen verabschiedet und vier Militärdiktaturen installiert, auch seit dem Militärputsch 2023 herrscht wieder eine Militärdiktatur.
Existenzbedrohend für den größten Teil der nigrischen Bevölkerung sind regelmäßig wiederkehrende Dürren und Hungersnöte bei einer zu schnell wachsenden Bevölkerung aufgrund mangelnder Geburtenkontrolle. Niger zählt zu den ärmsten Ländern der Welt. Das Entwicklungsprogramm der Vereinten Nationen zählt Niger zu den Ländern mit geringer menschlicher Entwicklung.

## Geographie

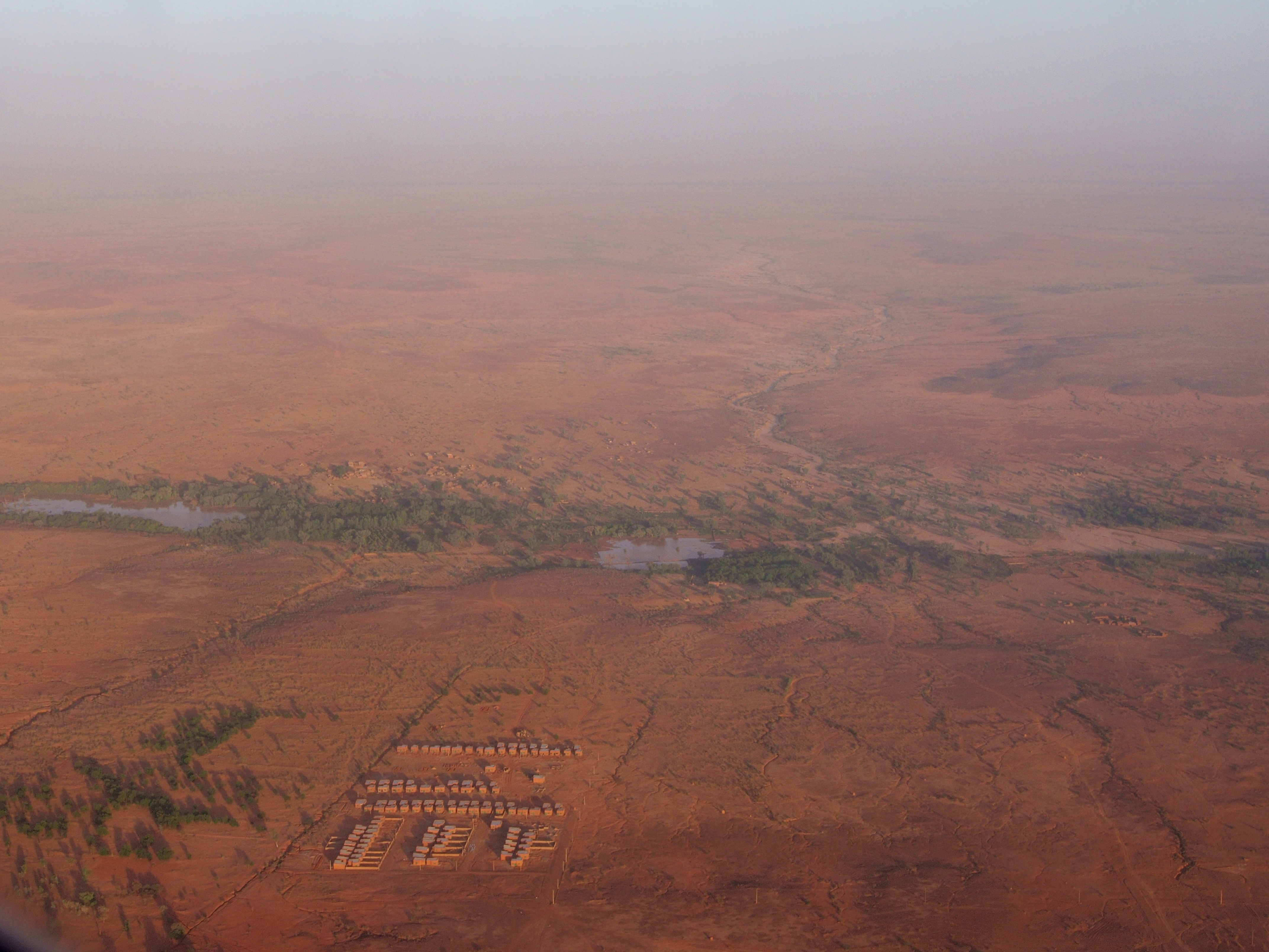
Landschaft im Südwesten Nigers

Niger liegt zwischen den Breiten 11° und 24° Nord und den Längen 0° und 16° Ost.
Im Zentrum Nigers liegt das Gebirge Aïr, dessen höchster Gipfel Idoukal-n-Taghès mit 2022 m gleichzeitig höchster Punkt des Landes ist. Das Aïrgebirge (Massif Aïr) ist die südöstliche Fortsetzung des algerischen Hoggar- oder Ahaggar-Gebirges und bildet die geographische Grenze zum Tschadbecken. Südöstlich des Aïr liegt das Termit-Massiv. Von dessen südlichen Ausläufern erstreckt sich das nahezu 200 km lange Tal der Dilia de Lagané, an dessen südlichem Ende noch die Ausläufer des Mega-Tschad-Sees erkennbar sind.
Im Westen, Süden und Osten ist der Aïr von Wüsten umgeben, deren größte der östlich gelegene Erg du Ténéré ist. Er nimmt etwa 30 % des Staatsgebietes ein, das nur am südwestlichen Rand dicht besiedelt ist. Weiter östlich liegt der Grand Erg de Bilma mit dem Kaouar-Tal. Diese Saharagebiete reichen östlich bis zur Grenze des Tschad. Im Norden geht der Ténéré in das Djadoplateau über, im Nordosten ins Tibestigebirge. Diese Wüsten, die sämtlich zur Sahara gehören, nehmen insgesamt etwa zwei Drittel der Staatsfläche ein. Große Teile der Ténéré und des Aïr gehören zum 77.000 km² großen Aïr und Ténéré Naturreservat, einem Weltnaturerbe der UNESCO. Im Süden des Aïr-Gebirges liegt die bedeutende Fossilfundstätte Gadoufaoua aus der Zeit der Unterkreide (Albium-Aptium, 126,3 bis 100,5 mya). Wegen der zahlreichen Dinosaurierüberreste, beispielsweise Nigersaurus oder Ouranosaurus nigeriensis, gilt das Gebiet als ein „Saurierfriedhof“ der Sahara.
Etwa ein Drittel Nigers im Süden und Südosten ist Teil des Sahels (Sahel = arab. „Ufer“ der Wüste). Dieser Streifen befindet sich am nördlichen Rand der Trockensavanne. Seit Ende der Sechzigerjahre traten in der Dornbuschsavanne mehrere Dürren auf und verwandelten diese zunehmend in eine wüstenartige Landschaft. Im Südosten liegt ein Teil des Tschadsees auf dem Gebiet Nigers, dessen Ausdehnung sich jedoch bei starker Trockenheit hinter die Grenze zum Tschad zurückzieht.
Der Südwesten ist vom Niger dominiert, dem drittgrößten Fluss Afrikas. Er durchfließt als Fremdlingsfluss auf 650 Kilometern Länge eine besonders fruchtbare Region des Landes und bildet im unteren Teil die Grenze zu Benin, bevor er das Land im Süden auf knapp 200 m Höhe nach Nigeria verlässt.
1954 wurde der länderübergreifende Nationalpark W als einziger Nationalpark in Niger ausgewiesen.

### Klima

Klimadiagramm von Zinder in Niger; die Temperaturkurve ist die rote Linie, die Balken verdeutlichen den Niederschlag

Die Klimazonen in Niger

Das Klima Nigers ist durchgehend heiß und trocken. Da es sich um einen Wüstenstaat handelt, ist ein Leben in Niger von Dürren und Nahrungsknappheit geprägt. Dem Süden des Landes bringt der westafrikanische Monsun eine von den Monaten Juni bis Oktober andauernde Regenzeit. Während dieser Zeit fällt beinahe der ganze Niederschlag des Jahres, der im Mittel zwischen 400 und 700 Millimeter beträgt. Etwa die Hälfte des Niederschlages ist im August zu erwarten. In den nördlichen Teilen des Landes (Wüstengebiete) gibt es in letzter Zeit praktisch keine Niederschläge.
Die Tagestemperaturen in den Wüstengebieten liegen im Januar durchschnittlich bei 17 °C, im Juni bei 34 °C. Im Süden werden im Januar 22 bis 24 °C und im Juni 32 bis 34 °C gemessen.
Dem trockenen Klima entsprechend geht die Trockensavanne von Süden nach Norden hin in Dornstrauchsavanne und bald in Halb- und Vollwüste über. Im Norden sind weite Flächen Sand- und Steinwüste. Als Folge der fünfjährigen Dürreperiode zwischen 1969 und 1974 in der gesamten Sahelzone ist der Grundwasserspiegel gesunken, die natürliche Vegetation ist teilweise komplett abgestorben, zum Teil auch durch Viehbestände vernichtet. Dies hat wiederum die Viehbestände reduziert und Menschenleben gekostet. Der nur durch Nomaden nutzbare Raum hat sich in der Folge um etwa 50 km weiter nach Süden ausgedehnt.

### Hydrologie

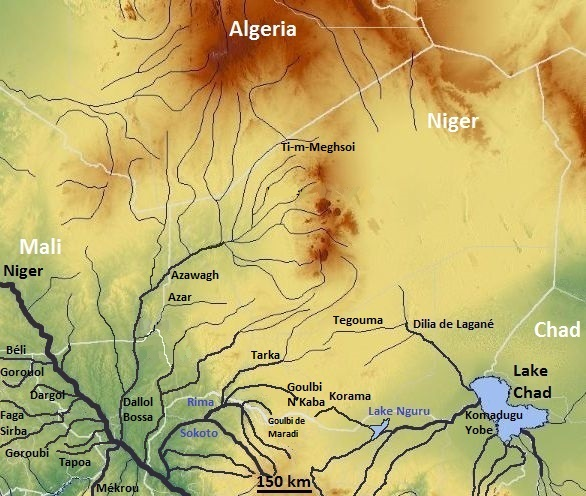
Die Wasserläufe in Niger

Der Staat Niger entwässert über zwei Einzugsgebiete; das des Nigers und das des Tschadsees. Allerdings trägt das Territorium Nigers zu beiden Einzugsgebieten kaum etwas bei. Im großen Teilen des Landes liegen die Niederschlagsmengen unter 200 mm. Viele Flussbetten führen, wenn überhaupt, nur kurze Zeit im Jahr Wasser und erreichen meist weder den Tschadsee noch den Niger.
Das größte Einzugsgebiet ist das des Azawagh mit dem Dallol Bosso als Mündungsfluss. Es erstreckt sich als ein System von Wadis über das Aïr, das Ahaggar in Algerien und das Adrar des Ifoghas Gebirge in Mali als Grenze und entwässerte zu humideren Zeiten das Ullemmeden-Becken.
| Einzugsgebiet | Quadratkilometer | Prozent der Landesfläche |
| ------------- | ---------------- | ------------------------ |
| Niger         | 0.563.939        | 044,5                    |
| Tschadsee     | 0.703.061        | 055,5                    |
| Gesamt        | 1.267.000        | 100,0                    |

### Flora
Im Süden finden sich in der Trockensavanne vorwiegend heimische Gräser, Dornenbüsche und Trockenwald. In der tiefer gelegenen Region wachsen Tamarinden, Affenbrotbäume, Kapokbäume und Mahagonigewächse. Aufgrund von Überweidung und Trockenheit hat der Pflanzenbestand der Savanne in den vergangenen Jahren sehr gelitten. Die Gebiete des Nordens sind praktisch vegetationslos.

### Fauna
Die Tierwelt großer Teile des Landes ist, bedingt durch die karge und wachsende Wüstenvegetation, nicht sehr artenreich. Die Wüstenregionen dominieren den gesamten Norden des Landes. Hier leben Fenneks und Gazellen, während in den Bergen des Aïr unter anderem Anubispaviane und Aïr-Mähnenspringer anzutreffen sind. Gleichzeitig befindet sich im Aïr eines der größten Schutzgebiete der Erde, das Aïr-und-Ténéré-Naturreservat. Die südlichen Landesteile, in denen natürlicherweise Savannen vorherrschen, sind naturgemäß artenreicher. Wie in ganz Westafrika ist die Großtierwelt jedoch inzwischen auf Reliktvorkommen beschränkt. Im Südwesten Nigers liegt der W-Nationalpark, der zusammen mit dem angrenzenden Pendjari-Nationalpark in Benin und dem Arli-Nationalpark in Burkina Faso eines der wichtigsten Großtierschutzgebiete ganz Westafrikas bildet. Hier kommen noch Löwen, Antilopen, Giraffen, Büffel, Strauße, Elefanten und Flusspferde vor.

### Humangeografie – Städte
Im Jahr 2023 lebten 17 Prozent der Einwohner Nigers in Städten. Die 5 größten Städte sind (Stand Zensus 2012):
1. Niamey: 978.029 Einwohner
2. Maradi: 267.249 Einwohner
3. Zinder: 235.605 Einwohner
4. Tahoua: 117.826 Einwohner
5. Agadez: 110.497 Einwohner

## Bevölkerung

Bevölkerungsentwicklung, Fertilitäts- und Nettoreproduktionsraten von 1950 bis 2021; Prognose der Bevölkerungsentwicklung bis 2032; Schätzung der Vereinten Nationen 2022
Blaue Kurve (linke y-Achse): Gesamtbevölkerung jeweils zum 1. Juli in Tausend
Blaue gepunktete Kurve (linke y-Achse): Gesamtbevölkerung jeweils zum 1. Juli in Tausend, „Mittlere Prognose“ („Medium variant“)
Rote Kurve (rechte y-Achse): Gesamtfruchtbarkeitsrate (Lebendgeburten pro Frau)
Rote gepunktete Kurve (rechte y-Achse): Gesamtfruchtbarkeitsrate (Lebendgeburten pro Frau), „Mittlere Prognose“ („Medium variant“)
Gelbe Kurve (rechte y-Achse): Nettoreproduktionsrate (überlebende Töchter pro Frau)
Gelbe gepunktete Kurve (rechte y-Achse): Nettoreproduktionsrate (überlebende Töchter pro Frau), „Mittlere Prognose“ („Medium variant“)

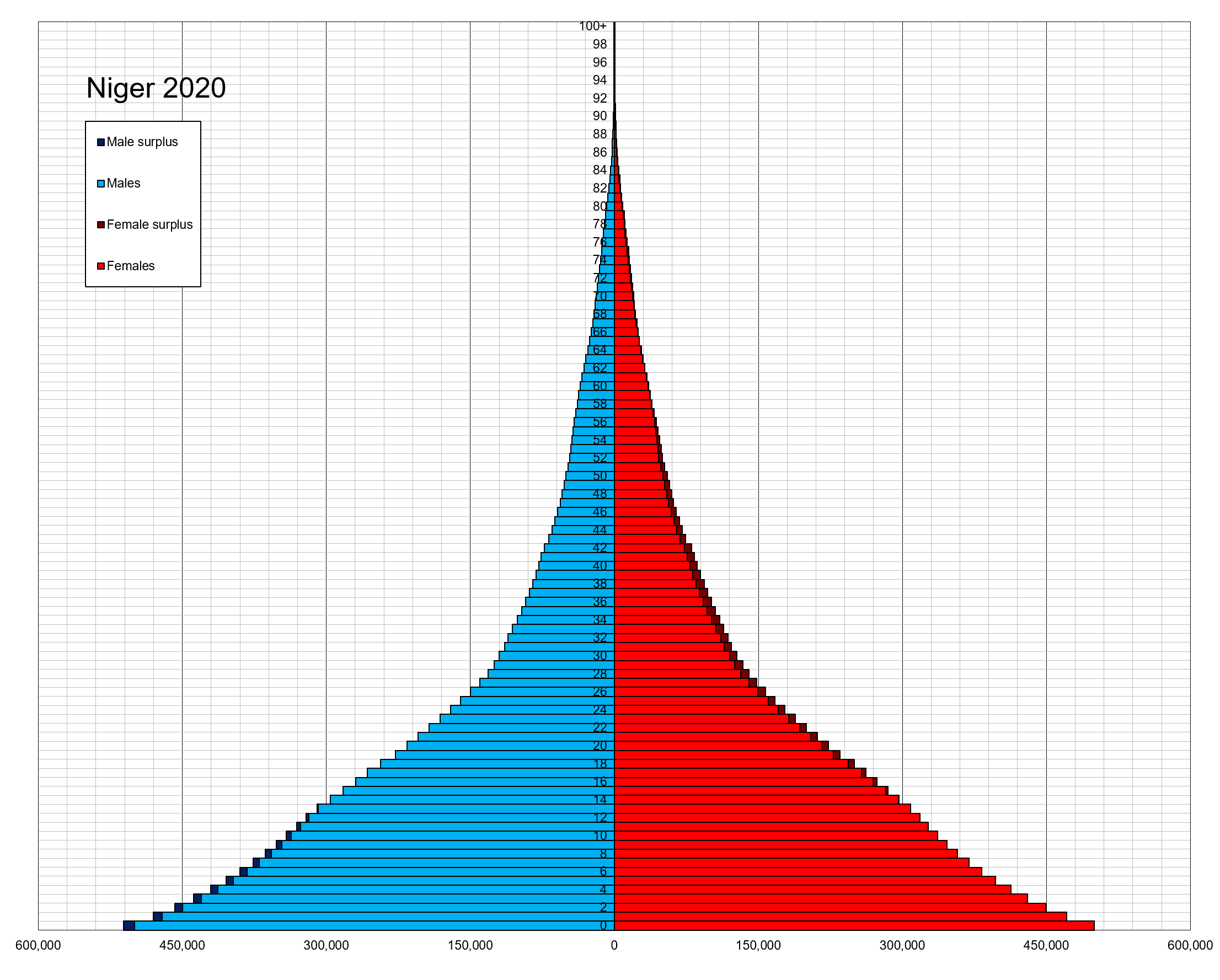
Bevölkerungspyramide Nigers (2020); Niger hat die jüngste Bevölkerung der Erde

### Demografie
Niger hatte 2023 27,2 Millionen Einwohner. Das jährliche Bevölkerungswachstum betrug + 3,7 %. Zum Bevölkerungswachstum trug ein Geburtenüberschuss (Geburtenziffer: 45,0 pro 1000 Einwohner vs. Sterbeziffer: 7,8 pro 1000 Einwohner) bei. Seit der Unabhängigkeit im Jahre 1960 wuchs die Bevölkerung Nigers von 3,5 auf 27,2 Millionen Menschen, was mehr als einer Versiebenfachung der Bevölkerungszahl entspricht. Die Anzahl der Geburten pro Frau lag 2022 statistisch bei 6,7, die der Region West- und Zentral-Afrika betrug 4,9. Nigers Geburtenrate geht seit dem Höchststand von 1985 (7,9) zurück, seit 2000 betrug der jährliche Rückgang durchschnittlich 0,6 %. Die Lebenserwartung der Einwohner Nigers ab der Geburt lag 2022 bei 62,1 Jahren. Der Median des Alters der Bevölkerung lag im Jahr 2021 bei 14,5 Jahren. Im Jahr 2023 waren 48,8 Prozent der Bevölkerung unter 15 Jahre, während der Anteil der über 64-Jährigen 2,4 Prozent der Bevölkerung betrug.
Die meisten Bräute in Niger sind noch nicht volljährig, wenn sie heiraten – einer Untersuchung des nigrischen Ministeriums für Öffentliche Gesundheit aus dem Jahr 2012 zufolge sind 75 % der Mädchen erst zwischen 15 und 19 Jahre alt, wenn sie verheiratet werden. In einem Bericht des United Nations Children’s Fund von 2011 rangiert Niger damit auf Platz 1 der Liste mit den Ländern, in denen Kinderheiraten am meisten vorkommen.
Es gibt vor allem im Norden des Landes viele Oasenbewohner, Nomaden und Halbnomaden. Viele von ihnen geben jedoch den Nomadismus auf und ziehen in die zum Teil überbevölkerten Städte. Die Mehrheit der Bevölkerung lebt im Süden, zumeist an der Grenze zu Nigeria und Benin.

### Bevölkerungsstruktur

Siedlungsgebiete der Volksgruppen

Die politisch im Nigergebiet dominierenden Volksgruppen der Zarma und Songhai stellen etwa 21 % der Gesamtbevölkerung. Etwa 55,4 % gehören zur Bevölkerungsmehrheit der Hausa. Die Hausa bewohnen den mittleren Süden an der Grenze zu Nigeria. Bereits zu Zeiten der französischen Kolonialzeit wurden bei der Vergabe politischer Schlüsselpositionen an Nigrer zumeist die Songhai und Zarma bevorzugt. Diese Unverhältnismäßigkeit in Ansehung der Repräsentanz in der Bevölkerung wurde während der Zeit der unabhängigen Republik fortgesetzt. Die drei ersten Präsidenten Nigers waren allesamt Zarma, 1993 wurde mit Mahamane Ousmane erstmals ein Hausa zum Präsidenten gewählt. Mit Mohamed Bazoum wurde 2021 das erste Mal ein Staatsbürger, der aus der Minderheit der Diffa-Araber, einer arabisierten Bevölkerungsgruppe in Niger, stammt, zum Präsidenten gewählt.
Rund 9,3 % der Bevölkerung gehören zu den Tuareg-Berbern, die als Nomaden oder sesshafte Oasenbewohner in der Halbwüste und Wüste leben. In der Hauptsache besiedeln sie die Region Agadez im Norden des Landes. Etwa 4,7 % sind die in Niger so genannten Beri Beri (Kanuri). Die Volksgruppe der Fulbe lebt sesshaft oder als Hirtennomaden, mit 8,5 % Bevölkerungsanteil in der Sahelzone. Außerdem leben im Land über 3000 Franzosen, zumeist in den Städten. Im Jahre 2017 waren 1,4 % der Bevölkerung im Ausland geboren. Die meisten Ausländer kommen aus Nigeria und Mali und sind häufig Flüchtlinge.
Es gibt eine nigrische Diaspora, die vor allem in Frankreich und Nigeria lebt.

### Sprachen
Die Amtssprache ist Hausa, die im Jahr 2025 die kolonial geprägte Amtssprache Französisch ablöste. Es gibt zehn anerkannte Nationalsprachen. Von diesen weisen die beiden Sprachen Hausa (sie wird von rund 56 % der Bevölkerung als Erstsprache gesprochen und von etwa 85 % verstanden) sowie Songhai-Zarma mit etwa 20 % die höchsten Sprecherzahlen auf. Weitere Nationalsprachen sind Tamascheq (etwa 8 %), Fulfulde (etwa 8 %), Kanuri (etwa 5 %), Arabisch (etwa 1 %), Buduma, Gourmanchéma, Tasawaq und Tubu. Arabisch wird von 3 % der Bevölkerung gesprochen und wird zusätzlich landesweit zur islamisch-religiösen Bildung genutzt. Französisch und Englisch sind Arbeitssprachen.

### Religion
Die große Mehrheit der Nigrer bekennt sich zum Islam (95 % im Jahr 2007) – davon nahezu alle Sunniten aus der Rechtsschule Malikiten –, der Rest der Bevölkerung teilt sich in Christen und Anhänger traditioneller afrikanischer Religionen.

### Bildung
2019 waren 69,4 % der Nigrer Analphabeten, eine der höchsten Quoten weltweit. In Niger stieg die mittlere Schulbesuchsdauer von Personen über 25 zwar von 0,7 Jahren im Jahr 1990 auf 2,1 im Jahr 2019. Mit diesem Wert belegte Niger aber weltweit den vorletzten Platz (vor Burkina Faso mit 1,6 Jahren). Die erwartete Schulbesuchsdauer der aktuellen Schülergeneration betrug 2019 6,5 Jahre (vorletzter Platz vor dem Südsudan mit 5,3 Jahren). Mädchen erhielten durchschnittlich 5,7 Jahre und Jungen 7,2 Jahre Unterricht. Kinderarbeit ist dementsprechend verbreitet.
Das Land hat Universitäten, darunter die Abdou-Moumouni-Universität Niamey.

### Gesundheit
Großen Teilen der Bevölkerung bleibt der Zugang zu Gesundheitsleistungen verwehrt, da Behandlungen im Voraus bezahlt werden müssen, was sich viele Menschen nicht leisten können. Auch Medikamente müssen selbst finanziert werden. Bei stationären Behandlungen müssen Verwandte den Patienten häufig mit Essen versorgen. Es gibt zwar eine Krankenkasse, in der jedoch nur wenige Angestellte und Beamte versichert sind.
Der Zugang wird auch dadurch erschwert, dass es zu wenige Ärzte gibt. Nach einem WHO-Bericht existieren 42 Krankenhäuser, knapp 600 Gesundheitszentren und gut 1000 medizinische Stationen, doch fehlt es meist an Ausstattung und Medikamenten und (qualifiziertem) Personal. Im Jahr 2020 praktizierten in Niger 0,35 Ärzte je 10.000 Einwohner. Neben den staatlichen Einrichtungen gibt es private Krankenhäuser, Medizinstationen oder niedergelassene Ärzte mit ambulanten Kliniken – zum Teil auch unter europäischer Führung.
Die Bevölkerung Nigers ist von einer Vielfalt an Krankheiten bedroht wie z. B. Gelbfieber, Tuberkulose, Lepra, Typhus, Noma, Brucellose, Hepatitis, Bilharziose und HIV/Aids. Die drei Haupttodesursachen (etwa 40 % der Todesfälle) sind: Grippe/Lungenentzündung, Malaria und Durchfallerkrankungen wie Cholera; aber auch Verkehrsunfälle gehören in diese Kategorie. In der heißen Jahreszeit (März bis zum Beginn der Regenzeit im Juli) leidet das Land regelmäßig unter heftigen, teilweise fast epidemieartigen Ausbrüchen von Meningitis.
Zugang zu sauberem Trinkwasser, seit 2010 ein Menschenrecht der UNO, hatte 2017 laut WHO nur jeder zweite Mensch in Niger, wobei es große Unterschiede zwischen Stadt (84 %) und Land gibt (44 %). Im Jahr 2000 hatte erst rund ein Drittel der Bevölkerung Zugang.
Im Vergleich zu anderen Staaten in Afrika ist AIDS in Niger nur wenig verbreitet. 2019 waren 0,3 % der Bevölkerung mit dem HI-Virus infiziert.
Die Gesundheitssituation von Müttern und Kindern in Niger ist schlecht. Mangel-, Fehl- und Unterernährung sind, u. a. aufgrund des starken Bevölkerungsanstiegs und immer wiederkehrenden Dürren keine Seltenheit. Die Sterblichkeit bei unter 5-jährigen betrug 2022 117,3 pro 1000 Lebendgeburten. Die Lebenserwartung der Einwohner Nigers ab der Geburt lag 2022 bei 62,1 Jahren (Frauen: 63,4, Männer: 60,8). Die Lebenserwartung stieg von 49,3 Jahren im Jahr 2000 bis 2022 um 26 %.

## Geschichte
Zahlreiche Funde wie die Gräber von Gobero und Felszeichnungen belegen die Besiedlung des nigrischen Territoriums seit frühester Zeit. Zum Zeitpunkt der Ausbreitung des Islam um das Jahr 660 waren die Völker Nigers bereits in Staaten organisiert, die sich bis zur Ankunft der Franzosen eine bedeutende Stellung erhalten konnten. Im Jahr 1921 wurde Niger eine französische Kolonie innerhalb Französisch-Westafrikas. Die Grenzziehung erfolgte hierbei ohne Berücksichtigung der historischen, kulturellen und sprachlichen Gegebenheiten. Das Frauenwahlrecht wurde 1956 eingeführt. Das bei den Wahlen zur Territorialversammlung am 14. Dezember 1958 gewählte Parlament sollte dem Land eine eigene Verfassung geben. Am 18. Dezember wurde Niger eine autonome Republik innerhalb der Französischen Gemeinschaft (Communauté française, zuvor Union française). Zwei Jahre später, am 3. August 1960, folgte schließlich die Unabhängigkeit.
1995 konnte eine Rebellion der Tuareg mit der Unterzeichnung eines Friedensvertrages vorläufig beendet werden. Da die Regierung sich nicht an die Vertragspunkte hielt, brach Anfang 2007 der Konflikt durch einen Aufstand der Mouvement des Nigériens pour la Justice (MNJ) erneut aus; im August 2007 griff der Konflikt auf die Tuareg im benachbarten Mali über. Hintergrund des Konflikts ist die Forderung der Tuareg, ihre traditionellen Weideflächen in den Gebieten nutzen zu können, die die Regierung Nigers ausländischen Firmen für den Uranabbau überlassen hat.
1999 wurde der Präsident Ibrahim Baré Maïnassara, der 1996 bei einem Militärputsch die politische Führung übernommen und eine demokratische Ordnung eingeleitet hatte, bei einem Militärputsch erschossen; zum Präsidenten ließ sich Daouda Malam Wanké ausrufen. Nach Wahlen übernahm im Jahr 2000 Mamadou Tandja das Präsidentenamt. Er wurde bei den Wahlen 2004 im Amt bestätigt.
Die Parlamentswahlen vom 20. Oktober 2009 wurden im Vorfeld heftig kritisiert, da Präsident Mamadou Tandja bereits zwei Amtszeiten hinter sich hatte und laut Verfassung keine dritte Amtszeit möglich war. Wegen der umstrittenen Wahlen setzte die Westafrikanische Wirtschaftsgemeinschaft (ECOWAS) die Mitgliedschaft Nigers aus.
Durch die Verfassungsänderung kam es am 19. Februar 2010 zum Militärputsch. Unter der durch Major Salou Djibo angeführten Junta wurde Mamadou Tandja gestürzt und festgesetzt. Der Luftverkehr wurde durch den Obersten Rat für die Wiederherstellung der Demokratie ausgesetzt sowie die Landesgrenzen geschlossen. Die Verfassung wurde außer Kraft gesetzt. Infolgedessen suspendierte die Afrikanische Union am 20. Februar vorübergehend die Mitgliedschaft Nigers.
Am 31. Januar 2011 fand der erste Wahlgang der Parlaments- und Präsidentschaftswahlen statt. In einem zweiten Wahlgang am 12. März 2011 setzte sich Mahamadou Issoufou mit 58 % aller abgegebenen Stimmen gegen Seini Oumarou durch. Bei den Präsidentschaftswahlen am 20. März 2016 wurde Issoufou mit 92 % der Stimmen wiedergewählt, allerdings hatten Teile der Opposition die Wahlen boykottiert.
Zwischen 2015 und 2023 zahlte die Europäische Union der nigrischen Zentralregierung mehr als eine Milliarde Euro, dass diese die Schleusungskriminalität bekämpft. Der Niger gilt als Schlüsselstaat bei der Schleusung von Migranten aus Subsahara-Afrika nach Nordafrika.
Am 26. Juli 2023 wurde Präsident Mohamed Bazoum durch einen Militärputsch gestürzt. Der Nationale Rat für den Schutz des Vaterlandes übernahm die Macht und löste die staatlichen Institutionen auf. Am 22. August 2023 setzte die Afrikanische Union die Mitgliedschaft Nigers bis zur Rückkehr zur verfassungsmäßigen Ordnung aus. Die Militärregierung kündigte das im Jahr 2015 getroffene Schleusungsbekämpfungsabkommen mit der EU im selben Jahr auf und beteiligt sich und verdient an der Schleusung von Migranten. Die militärische und politische Zusammenarbeit mit westlichen Partnern wird seither zurückgebaut, während Russland und China als Ersatzmächte herangezogen werden. Nach Truppenabzügen der USA und Frankreich musste auch die Bundeswehr das Land bis Ende August 2024 verlassen.

## Politik

### Politisches System

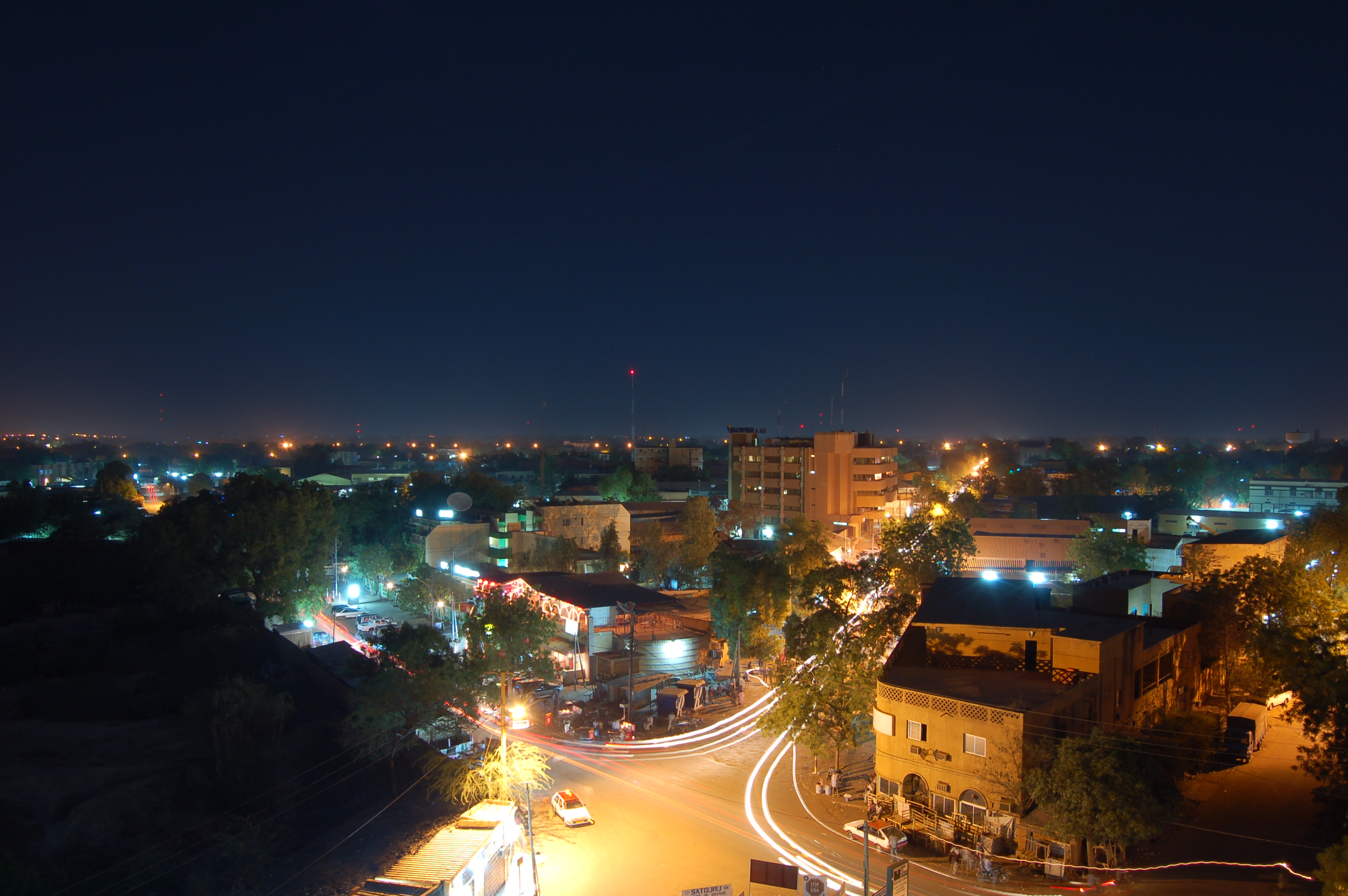
Niamey – Nigers Hauptstadt

Die 2010 durch Referendum gebilligte Verfassung ist nach dem Vorbild Frankreichs als semi-präsidentielles Regierungssystem mit Direktwahl des Präsidenten (alle fünf Jahre) gestaltet. Dieser ist Staatsoberhaupt und Oberbefehlshaber der Streitkräfte und mit weitgehenden Befugnissen ausgestattet. Er ernennt und entlässt die Regierung unter Vorsitz eines Premierministers. Die Amtszeit ist auf zwei Perioden begrenzt. Am 26. Juli 2023 wurde der Präsident Mohamed Bazoum durch einen Putsch des Amtes enthoben. Verantwortlich für den Putsch waren Soldaten unter der Führung des Generals Abdourahamane Tiani. Ein „Nationaler Heimatschutzrat“ übernahm die Macht und löste die Institutionen des nigrischen Staates auf. International wurde der Putsch verurteilt.
Die Legislative liegt bei der Nationalversammlung, einem Einkammer-Parlament mit 171 Abgeordneten, welches ebenfalls alle fünf Jahre direkt gewählt wird. 158 Abgeordnete werden nach Verhältniswahlrecht in acht Mehrpersonenwahlkreisen gewählt, in denen zwischen 6 und 32 Mandate vergeben werden. Die Wahlkreise entsprechen den sieben Regionen und der Hauptstadt Niamey. Acht Sitze sind für Vertreter nationaler Minderheiten reserviert (ein Sitz pro Wahlkreis), fünf Sitze für die nigrische Diaspora (ein Sitz pro Kontinent).
Bei der letzten Parlamentswahl am 27. Dezember 2020 erhielt die Partei des Präsidenten, die Nigrische Partei für Demokratie und Sozialismus (PNDS-Tarayya), 80 Sitze und verpasste damit nur knapp die absolute Mehrheit. Zweitstärkste Partei wurde die Nigrische Demokratische Bewegung für eine Afrikanische Föderation (MODEN-FA Lumana Africa) von Hama Amadou mit 19 Sitzen. Insgesamt zogen 19 Parteien ins Parlament ein.
Die traditionellen Herrscher (chefs traditionnels) unterstehen staatlicher Kontrolle. Sie übernehmen auf lokaler Ebene unter anderem Aufgaben in der Rechtsprechung.
Unter den Orden und Ehrenzeichen der Republik Niger ist der Nationalorden Nigers die höchste Auszeichnung.

### Politische Indizes
| Name des Index                     | Indexwert    | Weltweiter Rang | Interpretationshilfe | Jahr |
| ---------------------------------- | ------------ | --------------- | --- | ---- |
| Fragile States Index               | 95,2 von 120 | 19 von 179      | Stabilität des Landes: Alarm 0 = sehr nachhaltig / 120 = sehr alarmierend Rang: 1 = fragilstes Land / 179 = stabilstes Land | 2024 |
| Demokratieindex                    | 2,26 von 10  | 141 von 167     | Autoritäres Regime 0 = autoritäres Regime / 10 = vollständige Demokratie                                                    | 2024 |
| Freedom in the World Index         | 33 von 100   | —               | Freiheitsstatus: teilweise frei 0 = unfrei / 100 = frei                                                                     | 2024 |
| Rangliste der Pressefreiheit       | 57,1 von 100 | 83 von 180      | Erkennbare Probleme für die Pressefreiheit 100 = gute Lage / 0 = sehr ernste Lage                                           | 2025 |
| Korruptionswahrnehmungsindex (CPI) | 34 von 100   | 107 von 181     | 0 = sehr korrupt / 100 = sehr sauber                                                                                        | 2024 |

### Außenpolitik

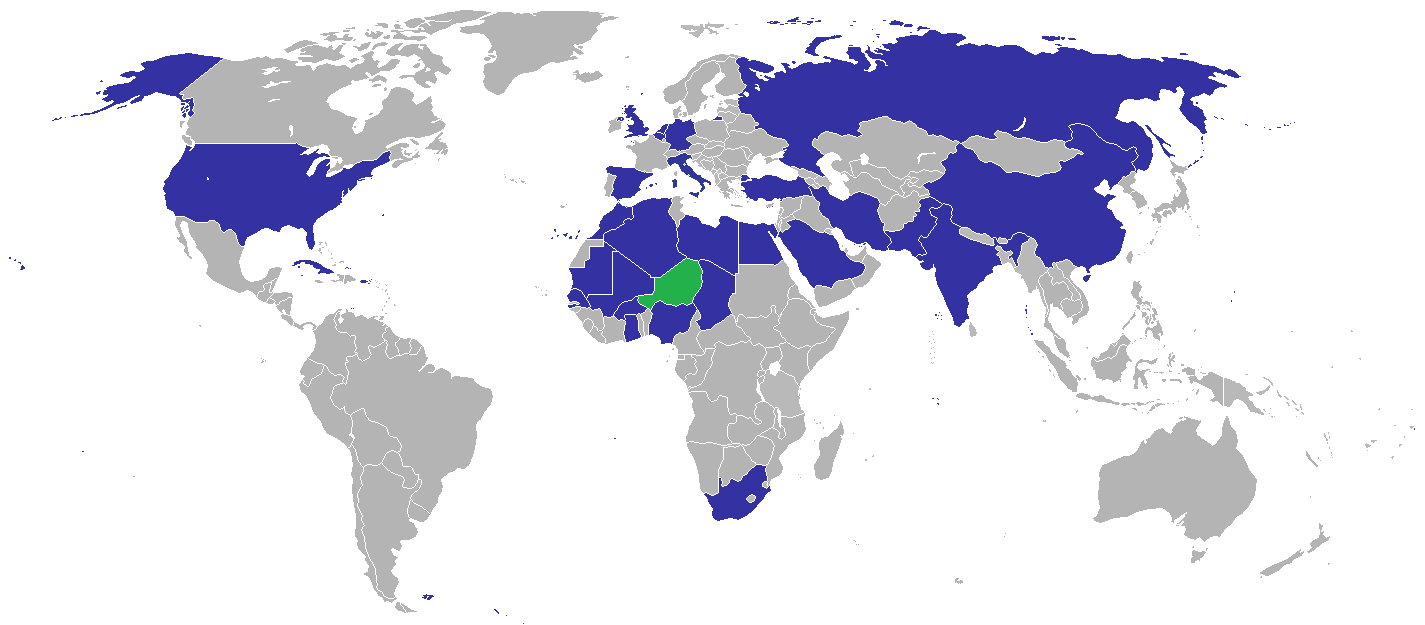
Staaten, in denen Niger eine Botschaft (blau) oder ein Konsulat (hellblau) eingerichtet hat

Niger versucht eine ausgeglichene Außenpolitik zu verwirklichen und dabei gute Beziehungen zu allen Ländern zu führen, da es als armer Binnenstaat auf die Zusammenarbeit mit Drittstaaten angewiesen ist, um eine Chance zu haben, seine ökonomische und soziale Lage zu verbessern. Während der Zeit des Kalten Krieges versuchte das Land seine Unabhängigkeit und außenpolitische Neutralität zu wahren und trat der Bewegung der Blockfreien bei. Weitere wichtige multilaterale Organisationen, in denen das Land Mitglied ist, sind u. a. die Afrikanische Union, die ECOWAS, die Organisation für Islamische Zusammenarbeit und die Vereinten Nationen. Besondere Priorität genießen für Niger die Beziehungen zu den westafrikanischen Nachbarstaaten, den Ländern der islamischen Welt, den Vereinigten Staaten und der Volksrepublik China. Wichtigstes Partnerland ist allerdings weiterhin die ehemalige Kolonialmacht Frankreich, von der das Land 1960 seine Unabhängigkeit erlangte. Die Zusammenarbeit mit Frankreich beruht dabei auf einer gemeinsamen Geschichte, Sprache und einer engen wirtschaftlichen Verflechtung. Zusammen mit den Vereinigten Staaten, der Weltbank und dem IWF zählt Frankreich zu den wichtigsten Gebern von Entwicklungshilfe, mit der ein großer Teil der staatlichen Aufwendungen des Landes finanziert werden. Frankreich dagegen bezieht den größten Teil seines Urans, das für seine Nuklearindustrie benötigt wird, aus Niger. Deshalb besitzen die gemeinsamen Beziehungen, für beide Seiten, eine hohe strategische Bedeutung. Bei den Beziehungen zu den restlichen Staaten der Europäischen Union und der Volksrepublik China liegt der Schwerpunkt auf der wirtschaftlichen Zusammenarbeit. Niger erhofft sich hierbei eine Vertiefung der Handelsbeziehung, Entwicklungshilfe und Investitionen zur weiteren Erschließung der Rohstoffvorkommen des Landes. Enge kulturelle Beziehungen bestehen zu den Ländern der Organisation für Islamische Zusammenarbeit und den Nachbarstaaten, vor allem mit Nigeria, in der eine bedeutende Minderheit der Hausa-Volksgruppe lebt, die in Niger die Mehrheit der Bevölkerung stellt. Vor allem auf die sicherheitspolitische Zusammenarbeit ausgerichtet sind die Beziehungen zu den Vereinigten Staaten. Im Land sind amerikanische Soldaten stationiert, um einheimische Truppen auszubilden und die Instabilität in den kaum kontrollierten Regionen des Landes zu bekämpfen. Anfang 2018 fielen vier amerikanische Soldaten bei Kämpfen mit islamistischen Aufständischen. Die USA bauen derzeit (Anfang 2019) eine Drohnenbasis im Land für zukünftige Einsätze in Afrika.
Die Beziehungen zu Deutschland sind vor allem durch die Zusammenarbeit in der Entwicklungs-, Sicherheits- und Migrationspolitik geprägt. Ab 2016 wurden die bilateralen Beziehungen deutlich intensiviert, mit mehreren Staatsbesuchern auf der höchsten Ebene, u. a. von Angela Merkel. Die Bundeswehr unterhält (Stand Juni 2023) einen Stützpunkt im Land. Deutschland hilft bei der Ausbildung der Streit- und Sicherheitskräfte und ist an der zivilen EU-Mission EUCAP Sahel Niger beteiligt.

### Staatshaushalt
Der Staatshaushalt umfasste 2016 Ausgaben von umgerechnet 2.250 Mio. US-Dollar, dem standen Einnahmen von umgerechnet 1.715 Mio. US-Dollar gegenüber. Das Defizit wird durch Budgethilfe ausgeglichen.
Die Staatsverschuldung betrug 2016 3,4 Mrd. US-Dollar oder 45,9 % des BIP.
2018 betrug der Anteil der Staatsausgaben (in % des BIP) folgender Bereiche:
- Bildung: 3,5 %
- Militär: 1,8 %

### Verwaltungsgliederung
Das Staatsgebiet teilt sich in die sieben Regionen Agadez, Diffa, Dosso, Maradi, Tahoua, Tillabéri und Zinder sowie die Hauptstadtgemeinde Niamey, die den Status einer Region aufweist. Die Regionen gliedern sich weiter in 63 Departements und diese wiederum in 254 Gemeinden. Die vier Städte Niamey, Maradi, Tahoua und Zinder sind Gemeinden mit besonderem Status. Sie sind in Arrondissements gegliedert. Hinzu kommen 37 Stadtgemeinden und 214 Landgemeinden. Die unterste Verwaltungsebene, die teilweise nur statistischen Zwecken dient, besteht in Stadtvierteln, administrativen Dörfern, traditionellen Dörfern, Weilern, Lagern, Wasserstellen und Inseln. Jede Region wird von einem von der Zentralregierung ernannten Gouverneur geleitet, dem jeweils ein Regionalrat als beratendes Gremium zur Seite steht. Dem entsprechen auf der Ebene der Departements ernannte Präfekte und beratende Departementsräte. In den Gemeinden gibt es durch Direktwahl ermittelte Gemeinderäte mit Bürgermeistern an der Spitze. Parallel zur Gliederung in Regionen, Departements und Gemeinden besteht das staatlich anerkannte Verwaltungssystem der traditionellen Herrschaft (chefferie traditionnelle). Es gibt fünf Sultanate in Niger: Aïr, Damagaram, Dosso, Gobir und Katsina-Maradi. Ihnen hierarchisch untergeordnet sind Kantone und nomadische Gruppen. Auf der untersten Ebene stehen die einfachen traditionellen Dorfchefs. Bei Wahlen zur Nationalversammlung ist Niger in acht Wahlkreise und acht Sonderwahlkreise unterteilt, in denen jeweils eine festgelegte Anzahl an Abgeordneten gewählt wird.

### Menschenrechte
Nach Berichten von Human Rights Watch töteten oder verschleppten nigrische Sicherheitskräfte allein in den Jahren 2019 und 2020 mehr als 150 Menschen. Der nationalen Menschenrechtskommission ist das zwangsweise Verschwinden von 102 dieser Menschen bekannt, die Leichen von 71 Betroffenen wurden inzwischen in Massengräbern entdeckt.

## Wirtschaft

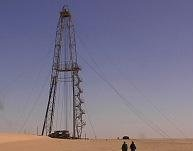
Ölbohrturm im Norden des Landes

### Entwicklung

Entwicklung der realen Wirtschaftsleistung pro Kopf

Die nigrische Volkswirtschaft erreichte 2023 ein Bruttoinlandsprodukt (BIP) von 17 Milliarden US-Dollar. Ausgehend von einem sehr niedrigen Wert von 2,2 Milliarden US-Dollar im Jahr 2000 hat sich das BIP in den letzten zwei Jahrzehnten vervielfacht. Aufgrund eines gleichzeitig hohen Bevölkerungswachstums ist das BIP pro Kopf jedoch nur relativ gering von 429 auf 621 US-Dollar pro Kopf gestiegen. Damit zählt Niger zu den 10 ärmsten Staaten der Welt. 41,6 % des Volkseinkommens stammen aus der Landwirtschaft, während der industrielle Sektor nur etwa 19,5 % der Gesamtleistung ausmacht. Die restlichen 38,7 % werden von den Dienstleistungen erbracht (Stand 2017).
2014 belief sich der Anteil der Bevölkerung unter der absoluten Armutsgrenze (weniger als 1,90 US-Dollar pro Tag) auf über 44,5 %.
Die offizielle Arbeitslosenquote ist sehr niedrig und impliziert Vollbeschäftigung, allerdings sind die Angaben wenig aussagekräftig, da nahezu alle Beschäftigungsverhältnisse informeller Natur sind und Unterbeschäftigung weit verbreitet ist. 2012 arbeiteten 79,2 % aller Arbeitskräfte in der Landwirtschaft, 17,5 % im Dienstleistungssektor und 3,3 % in der Industrie. Die Gesamtzahl der Beschäftigten wird für 2017 auf 6,5 Millionen geschätzt.
Gemessen an den Sustainable Development Goals der Vereinten Nationen belegt Niger 2020 Platz 38 der 52 untersuchten afrikanischen Staaten. Keines der 17 Ziele gilt als erreicht. Bei 11 Zielen sind noch große Herausforderungen zu meistern (major challenges remain).
Das Land führt eine gemeinsame Wertpapierbörse mit weiteren westafrikanischen Ländern. Sie ist als Bourse Régionale des Valeurs Mobilières (BRVM) bekannt. 
| Jahr                                    | 2010  | 2015  | 2016  | 2017  | 2018  | 2019   | 2020  | 2021  | 2022   | 2023  |
| --------------------------------------- | ----- | ----- | ----- | ----- | ----- | ------ | ----- | ----- | ------ | ----- |
| BIP in Mrd. USD (Kaufkraftparität)      | 15,8  | 22,7  | 24,2  | 25,9  | 28,2  | 32,6   | 35,5  | 38,9  | 46,6   | 49,4  |
| BIP pro Kopf in USD (Kaufkraftparität)  | 957   | 1.135 | 1.166 | 1.199 | 1.259 | 1.400  | 1.467 | 1.546 | 1.785  | 1.824 |
| BIP-Wachstum (real)                     | 8,6 % | 4,4 % | 5,7 % | 5,0 % | 7,0 % | 6,1 %  | 3,6 % | 1,4 % | 11,9 % | 2,4 % |
| Inflation (in Prozent)                  | 0,9 % | 1,0 % | 0,2 % | 0,2 % | 2,8 % | −2,5 % | 2,9 % | 3,8 % | 4,2 %  | 3,7 % |
| Staatsverschuldung (in Prozent des BIP) | 15 %  | 30 %  | 33 %  | 37 %  | 37 %  | 40 %   | 45 %  | 51 %  | 51 %   | 57 %  |

### Bergbau
Wichtigstes Exportgut ist das durch den französischen Staatskonzern Orano (früher AREVA) nördlich von Agadez (Arlit) abgebaute Uran, dessen Ausfuhr 70 % der Gesamtexporte generiert. Niger ist der größte afrikanische Uranproduzent und der fünftgrößte weltweit. Es liefert 40 % des Uranbedarfs Frankreichs. Der Uranbergbau hinterlässt langfristige Probleme, die u. a. für die betroffenen Einwohner beträchtliche Gesundheitsbelastungen darstellen. Mittlerweile meldet auch China verstärkt Interesse an den nigrischen Uranvorkommen an.
Am 18. Dezember 2008 reiste die Chefin des französischen Atomkonzerns, Anne Lauvergeon, nach Niamey, um mit Präsident Mamadou Tandja die Abbaugenehmigung für das Uranvorkommen Imouraren auszuhandeln. Imouraren liegt ungefähr 80 Kilometer südlich des bisherigen Abbaugebiets von Arlit. Tandja handelte nach harten Preiskämpfen eine staatliche Beteiligung von 33,5 % an dem neuen Uranprojekt aus. Die Abbaulizenz beinhaltet eine Steigerung der Erlöse für Niger um 50 % gegenüber den bisherigen Erträgen aus dem Uranabbau von Arlit. Nicht vor 2020 soll der Tagebau Imouraren in Betrieb gehen. Laut Firmenangaben wäre es eines der größten Uranbergwerke der Welt mit einer Förderung von 3000 bis 8000 Tonnen im Jahr.
In der Region Liptako an der Grenze zu Burkina Faso wird seit 2004 in der Mine Samira Gold abgebaut, das zweitwichtigste Exportgut. Auch im Norden des Landes wurden in Djado Vorkommen entdeckt.
Seit 2011 gehört Niger auch zu den erdölexportierenden Staaten. Nachdem an der Grenze zu Algerien Erdöl entdeckt wurde, erhielt das chinesische Unternehmen China National Petroleum Corporation (CNPC) den Zuschlag zur Ausbeutung. 2024 wurde auch der Export des Erdöls über eine Pipeline nach Benin und von dort nach China aufgenommen. Die Pipeline gilt mit 1980 km als die längste von Afrika. In Bakin Birgi wurde die erste Erdölraffinerie des Landes gebaut, an der CNPS 60 % der Anteile besitzt und der nigrische Staat 40 %.
Nachdem 2012 in der Region Tahoua Kohlevorkommen entdeckt wurden, kündigte die Regierung den Bau eines 600-Megawatt-Kohlekraftwerks an. Realisiert werden sollte dies mit Hilfe des amerikanischen Konzerns Source California Services Inc. Da die Umsetzung sich aber immer wieder verzögerte, wandte sich der Staat letztendlich der China Exim-Bank zu.
Weitere Rohstoffe, die in Niger abgebaut und verarbeitet werden, sind Phosphat, Gips und Kalkstein.

### Nahrungsmittelversorgung

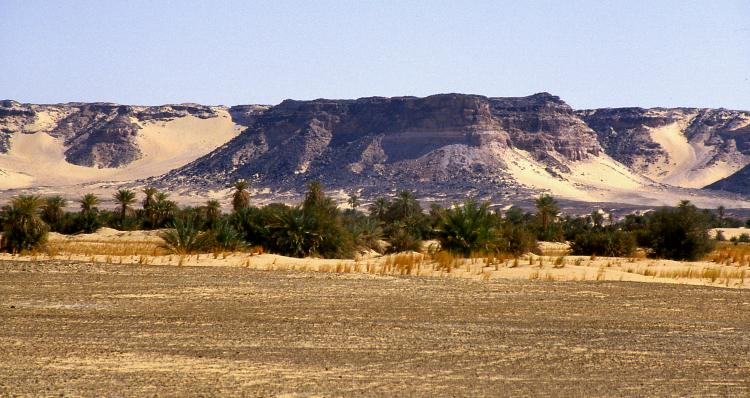
Das Kaouar-Tal in der Nähe von Bilma im östlichen Niger

Die folgenden Punkte gelten als ursächlich für die immer wiederkehrenden katastrophalen Hungersnöte im Land, insbesondere in den von Hirtenfamilien bewohnten Departements Filingué, Dakoro und Téra:
- Bevölkerungswachstum durch eine der höchsten Geburtenraten der Welt.
- Mangelnde Bildung – auch aufgrund einer teilweise bildungsfeindlichen Tradition –, besonders was den Schulbesuch von Mädchen angeht.
- Niger ist ein reines Binnenland und besteht überwiegend aus Wüste.
- Die fortschreitende Desertifikation (Wüstenbildung) gefährdet das landwirtschaftlich nutzbare Land; verschärft wird sie durch menschliche Einflüsse wie Abholzung, Überweidung und Übernutzung der Nutzflächen sowie durch den Einfluss des Klimawandels.
- Heuschreckenplagen zerstören die Ernten.
- Zusätzliche Probleme verursachen Überflutungen wie beispielsweise die Flutkatastrophe in West- und Zentralafrika 2010.

Die Hungersnöte sind unter anderem ein Grund für das vermehrte Auftreten der Krankheit Noma in Niger. Auf 100.000 Einwohner werden laut Studien 14 Erkrankte gezählt.

### Landwirtschaft
In der nigrischen Sahara-Region ist nur in Oasen, etwa im Aïr-Gebirge, Bewässerungsfeldbau möglich. Nur der schmale Streifen entlang der nigerianischen Grenze befindet sich in der Sahelzone und ist somit für den Regenfeldbau geeignet. Die Regenzeit ist extrem kurz, knapp drei bis vier Monate. Darüber hinaus ist die Regenzeit durch eine hohe Variabilität der Regenfälle gekennzeichnet: Regional können ebenso stark unterschiedliche Regengüsse niedergehen, wie die zeitliche Verteilung des Regens während der Regenzeit sehr ungleichmäßig ausfallen kann.
Anbauprodukte sind hauptsächlich verschiedene Hirsearten sowie Bohnen und Erdnüsse. Nur in Trockenflusssenken werden im Bewässerungsanbau unter anderem Gemüsearten, Henna, Capsicum-Arten, Tabak angebaut. Mobiles Kapital sind Kleinviehherden, die in Notzeiten zunächst vermarktet und dann verzehrt werden. Das Land ist der zweit-größte Hirseproduzent weltweit (Stand: 2016).
Produktionsmittel sind heute der individualisierte Besitz an Grund und Boden sowie das durch den gemeinsam wirtschaftenden Haushalt erworbene Saatgut, das unter Umständen in Kooperativen hinzugekauft werden muss. Dies geschieht, wenn das Saatgut wegen Nahrungsknappheit verzehrt statt ausgebracht wird. Bei staatlichen Kooperativen oder reichen Händlern verschulden sich die Bauern teilweise auch durch den Kauf von Insektiziden und Düngemittel.
Die Arbeitsmittel sind die einer weitgehend nicht mechanisierten Landwirtschaft: die kurzstielige Hacke und ein langstieliges Jäteisen (Kanuri: ashasha). Ochsengezogene Pflüge befinden sich in der Regel im Besitz reicher Bauern, die meist identisch mit der einheimischen Aristokratie sind. Der überwiegende Teil der Bauern hat hierzu keinen Zugang.
Die vorkoloniale Gesellschaftsstruktur sieht eine gemeinschaftliche Nutzung der Böden durch eine Großfamilie, ein gandu (Hausa: Haushalt) vor. Individueller Besitz an Grund und Boden war weitgehend unbekannt. Seit der Kolonialzeit hat sich durch die Konsolidierung familiärer Besitzansprüche und einer zunehmenden Vermarktung von Grund und Boden ein individueller Besitz von Boden etabliert. Der Bevölkerungsdruck führte zu Landknappheit. Erbteilung führte zur Fragmentierung von Landbesitz. Individuelle Parzellen können heute eine (Klein-)Familie kaum noch ernähren.
Ein weiteres Problem stellt die großflächige Abholzung zur Gewinnung von Brennmaterial dar sowie das fast vollständige Abtragen von Pflanzenmaterial nach der Ernte, so dass Ackerflächen zum einen vor der Sonneneinstrahlung nicht mehr geschützt sind und zum anderen der Düngungseffekt durch verrottendes Pflanzenmaterial ausbleibt. Die Böden verarmen. Seit Mitte der 1980er Jahre wird diesem Problem mit einer systematischen Begrünung entgegengetreten. Hilfreich war dabei insbesondere die Bepflanzung mit der Akazienart Faidherbia albida. Bis 2006 konnten so 3 Millionen Hektar Land begrünt werden, von denen 250.000 Hektar bereits wieder landwirtschaftlich nutzbar sind. In diesen Gebieten sind die Niederschlagsmengen von 1982 bis 1999 um 10 bis 20 % gestiegen.
Die lange Trockenzeit macht ein Vorratshaltungssystem notwendig, das in vorkolonialer Zeit sozial und religiös sanktioniert war. Diese Vorratshaltung war eng an die vorkoloniale Struktur der Haushalte, ihrer Arbeits- und Konsumptionsstruktur gebunden. Mit der Fragmentierung der Haushalte und der Individualisierung von Bodenbesitz vor allem seit der Dekolonisierung geht eine Auflösung dieser vorkolonialen Umverteilungsstrukturen einher. Heutige (Klein-)Familien können kaum noch auf ein Netz familiärer und nachbarschaftlicher Solidaritätsstrukturen zurückgreifen, vor allem angesichts des allgemein herrschenden Drucks auf die ökologisch fragile Klimazone.

## Infrastruktur

### Medien und Telekommunikation

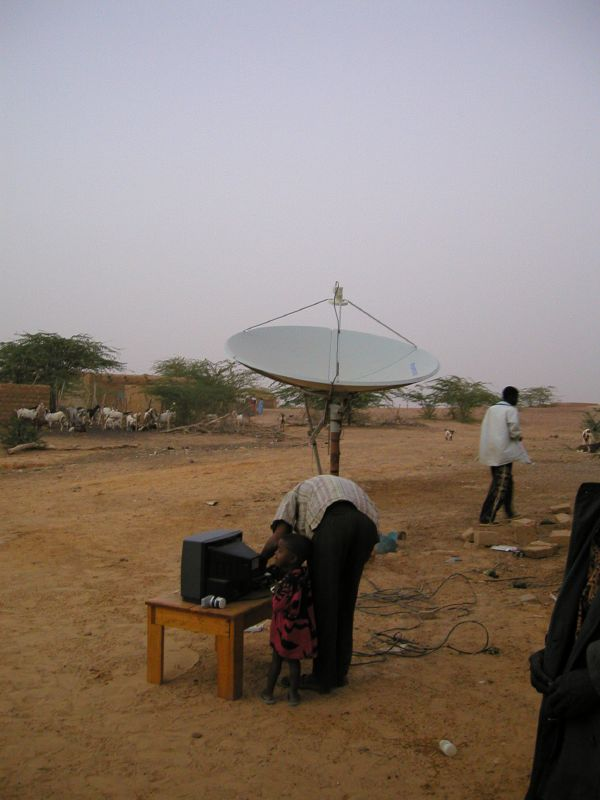
Mit einem Generator im Freien betriebenes Satellitenfernsehen in Inatès

Die Nichtregierungsorganisation Reporter ohne Grenzen sieht in Niger erkennbare Probleme für die Pressefreiheit.
Unter den Massenmedien des Landes ist der Hörfunk am bedeutsamsten. Der Anteil der nigrischen Haushalte, die über ein Radiogerät verfügten, stieg von 37,3 % im Jahr 1994 auf 55 % im Jahr 2005 an. Im selben Zeitraum wuchs der Anteil der Haushalte mit Fernsehgerät von 5,2 % auf 6,8 %. Die Auflagenhöhe und Reichweite von Druckerzeugnissen sind insbesondere außerhalb der Hauptstadt gering. In der Geschichte des unabhängigen Landes mit seinen wechselnden Regierungsformen war die Pressefreiheit immer wieder Einschränkungen unterworfen. Die staatliche Rundfunkanstalt ORTN betreibt den Radiosender Voix du Sahel sowie die Fernsehprogramme Télé Sahel und Tal TV. Landesweit gibt es 31 Privatradios und 121 lokale Bürgerradios. Die vier nigrischen Privatfernsehsender Bonférey TV, Canal 3 TV, Dounia TV und Ténéré TV haben ihren Sitz in Niamey. Die Tageszeitung Le Sahel und die Wochenzeitung Sahel Dimanche werden von der nigrischen Regierung herausgegeben. Das Amtsblatt der Republik ist der Journal officiel de la République du Niger. Daneben erscheinen eine Reihe privater Printmedien.
Im Jahr 2021 nutzten 15,3 Prozent der Einwohner Nigers das Internet. Die länderspezifische Top-Level-Domain Nigers lautet .ne. Im Markt der Mobiltelefon-Netzbetreiber konkurrieren das Telekommunikationsunternehmen SONITEL und mehrere ausländische Lizenzinhaber. Im Jahr 2008 nutzten 19,9 % aller Nigrer ab 15 Jahren Mobiltelefone, in der Hauptstadt Niamey und in der dünnbesiedelten und unwegsamen Region Agadez waren es jeweils mehr als die Hälfte. Nur sehr wenige Nigrer verfügen über einen eigenen Festnetzanschluss.

### Verkehr
Die Infrastruktur Nigers wurde in den letzten Jahren deutlich ausgebaut. So wuchs etwa das Straßennetz seit 2005 um fast das Doppelte auf nunmehr 18.949 km, darunter 3912 km befestigte Straßen. Des Weiteren verfügt das Land über insgesamt 27 Flughäfen, von denen zehn befestigte Start- und Landebahnen haben. Der Fluss Niger ist auf 300 km Länge schiffbar. Eine Eisenbahnverbindung nach Benin befand sich im Bau, wurde aber nach der Fertigstellung eines Teilstücks 2016 (Bahnstrecke Niamey–Dosso) nie in Betrieb genommen und die Bauarbeiten wurden nicht fortgeführt.

## Kultur

### Architektur

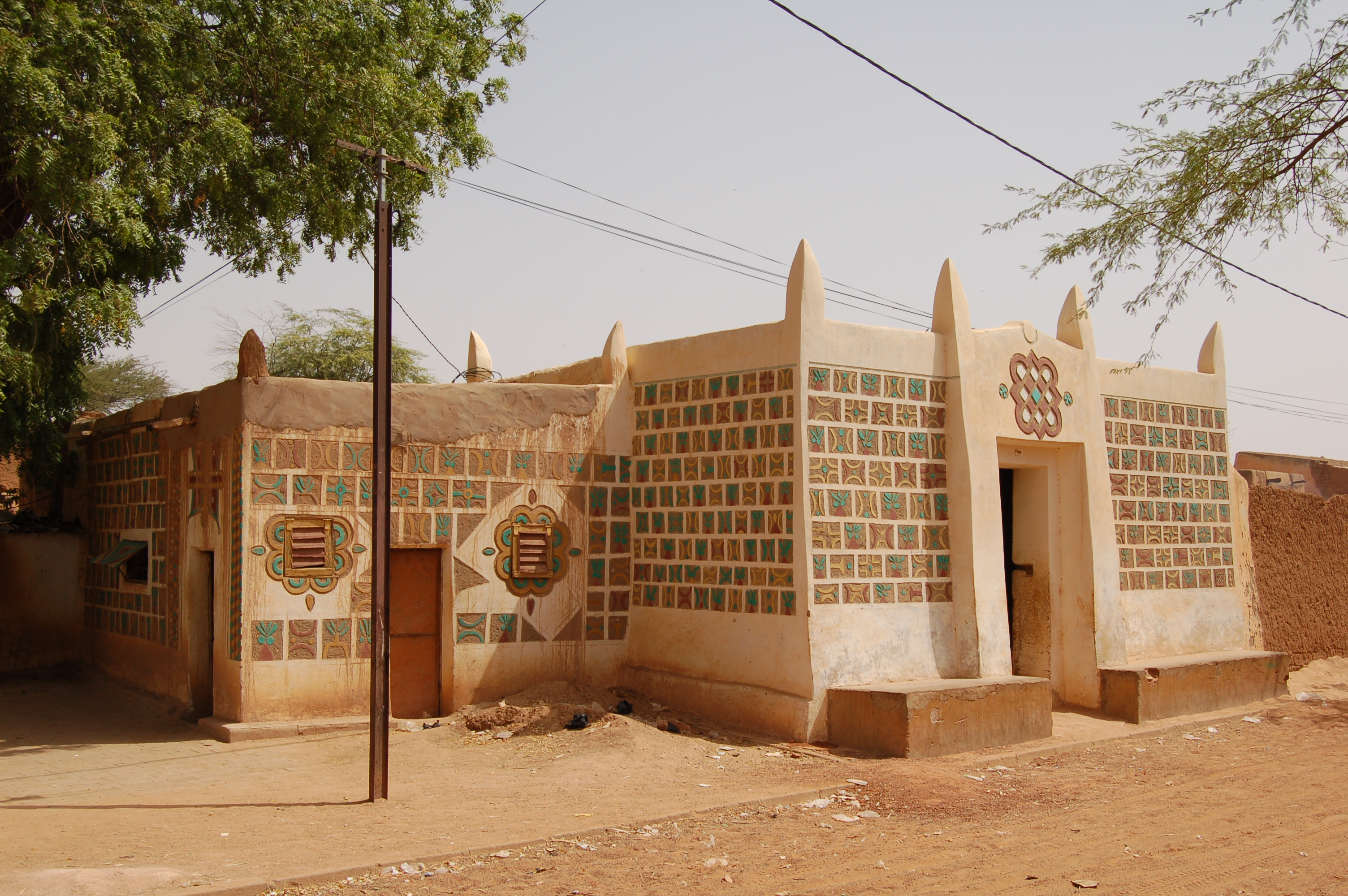
Lehmziegel-Architektur in der Altstadt von Zinder

Die Wohnhäuser in den Städten sind üblicherweise aus Lehmziegeln erbaut und von mauernumfassten Höfen umgeben. Der Grundriss eines typischen Hausa-Hauses ermöglicht eine Trennung zwischen Gäste- und Privatbereich und nach Geschlechtern. Die Großstädte Agadez, Maradi, Tahoua und Zinder sind bekannt für die reichen Verzierungen an ihren Wohngebäuden. Die historische Altstadt von Agadez mit ihrer traditionellen Lehmziegelarchitektur zählt zum Weltkulturerbe. Jüngeren Datums sind Einflüsse der Villenarchitektur der Golfregion und des Mediterranean Revival aus Kalifornien. In den ländlichen Gebieten Nigers wohnt die Bevölkerung zumeist in Grashütten, verbreitet ist ferner eine Kombination aus Lehmziegelmauern mit Grasdächern. Die nomadische Bevölkerung lebt in Zelten.
Die Große Moschee von Agadez mit ihrem markanten Minarett zählt zu den höchsten aus Lehm errichteten Gebäuden der Welt. Sie steht in der architektonischen Schule der Lehmmoscheen von Timbuktu des 16. Jahrhunderts. Ebenfalls stadtbildprägend ist die in den 1970er Jahren erbaute Große Moschee von Niamey. Ein in seiner Verbindung von traditioneller Hausa-Architektur mit modernen Einflüssen stilbildender Sakralbau ist die Große Moschee von Yama in Badaguichiri, die in ihrer jetzigen Form aus den 1980er Jahren stammt. Zu den bedeutendsten Profanbauten zählen der Palast des Zarmakoye in Dosso, erbaut 1904, und der Sultanspalast von Zinder, errichtet Mitte des 19. Jahrhunderts. Die Pavillons des Nigrischen Nationalmuseums in Niamey sind im dekorativen Hausa-Stil gehalten.

### Kunsthandwerk, Mode und Körperkunst

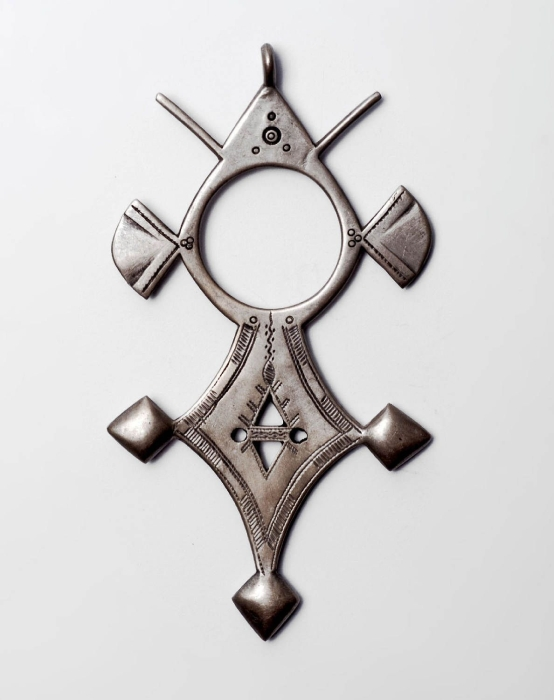
Ein Kreuz von Agadez

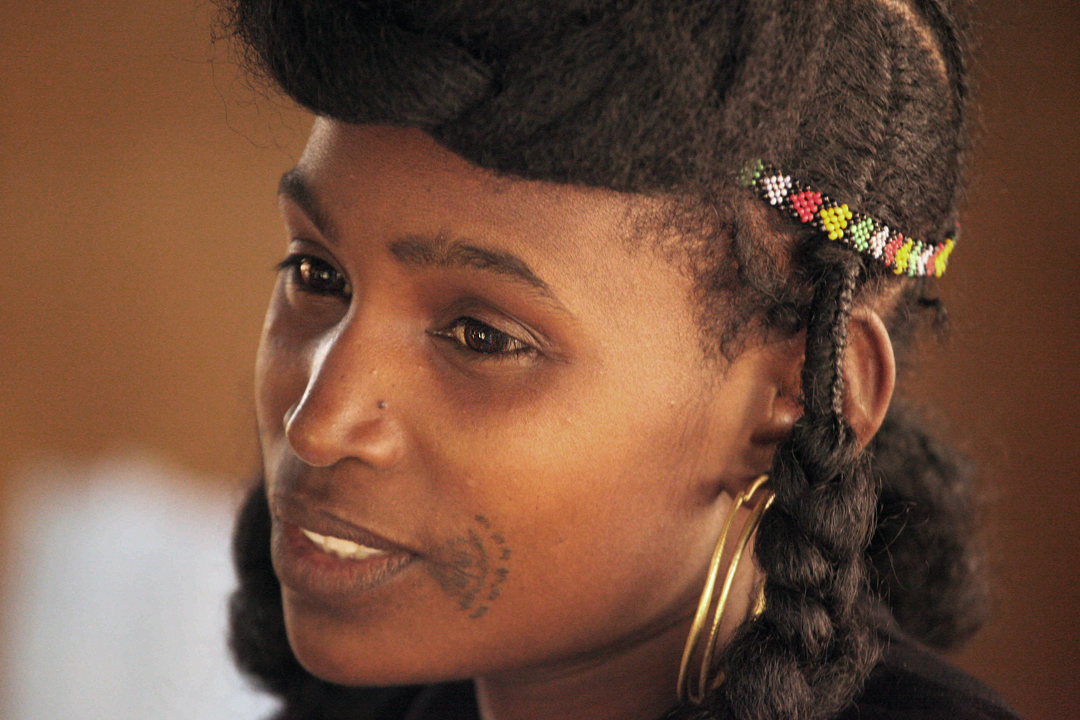
Haartracht und Schmuck einer Fulbe-Frau aus Niger

Das Kunsthandwerk hat in Niger eine lange Tradition. Kunstschmiede der Tuareg stellen Schmuck wie das silberne Kreuz von Agadez her. Im ganzen Land werden Lederwaren und von Frauen geflochtene Matten produziert. Beliebt sind besonders die bunten Bodenmatten der Kanuri aus dem Südosten, der Hausa aus der Stadt Madaoua und der Fulbe aus der Stadt Say. Die Kunst des Korbflechtens ist bei Tuareg- und Kanuri-Frauen verbreitet, während Fulbe-Frauen für ihre Kalebassen bekannt sind. Zentren der Töpferei sind Dorf Boubon am Niger und die Stadt Mirriah im Osten. Eine Messe speziell für von Frauen hergestelltes Kunsthandwerk ist der Salon International de l’Artisanat pour la Femme in Niamey.
Bei allen Ethnien des Landes verbreitet sind besondere lange Gewänder für formelle und festliche Anlässe. Bei Männern ist dies der Boubou. Die Tuareg stellen repräsentative Kleidung typischerweise aus mit Indigo gefärbten Baumwollstoffen her, woher ihr Beiname als „blaues Volk“ rührt. Mit dem vom Designer Alphadi ins Leben gerufene Festival International de la Mode en Afrique verfügt Niger über ein renommiertes Modefestival. Besonders bei Frauen spielen kunstvolle Frisuren eine wichtige Rollen. Die Art des Haare-Flechtens dient neben ihrer ästhetischen oft auch einer symbolischen, die soziale Rolle der Trägerin widerspiegelnden Funktion. Bei Frauen im ganzen Land sind Henna-Verzierungen an Händen und Füßen verbreitet. Gesichtsskarifizierungen, eine Tradition in den meisten nigrischen Kulturen, sind auf Grund von Gesundheitsrisiken im Rückgang begriffen.

### Musik, Literatur und darstellende Kunst

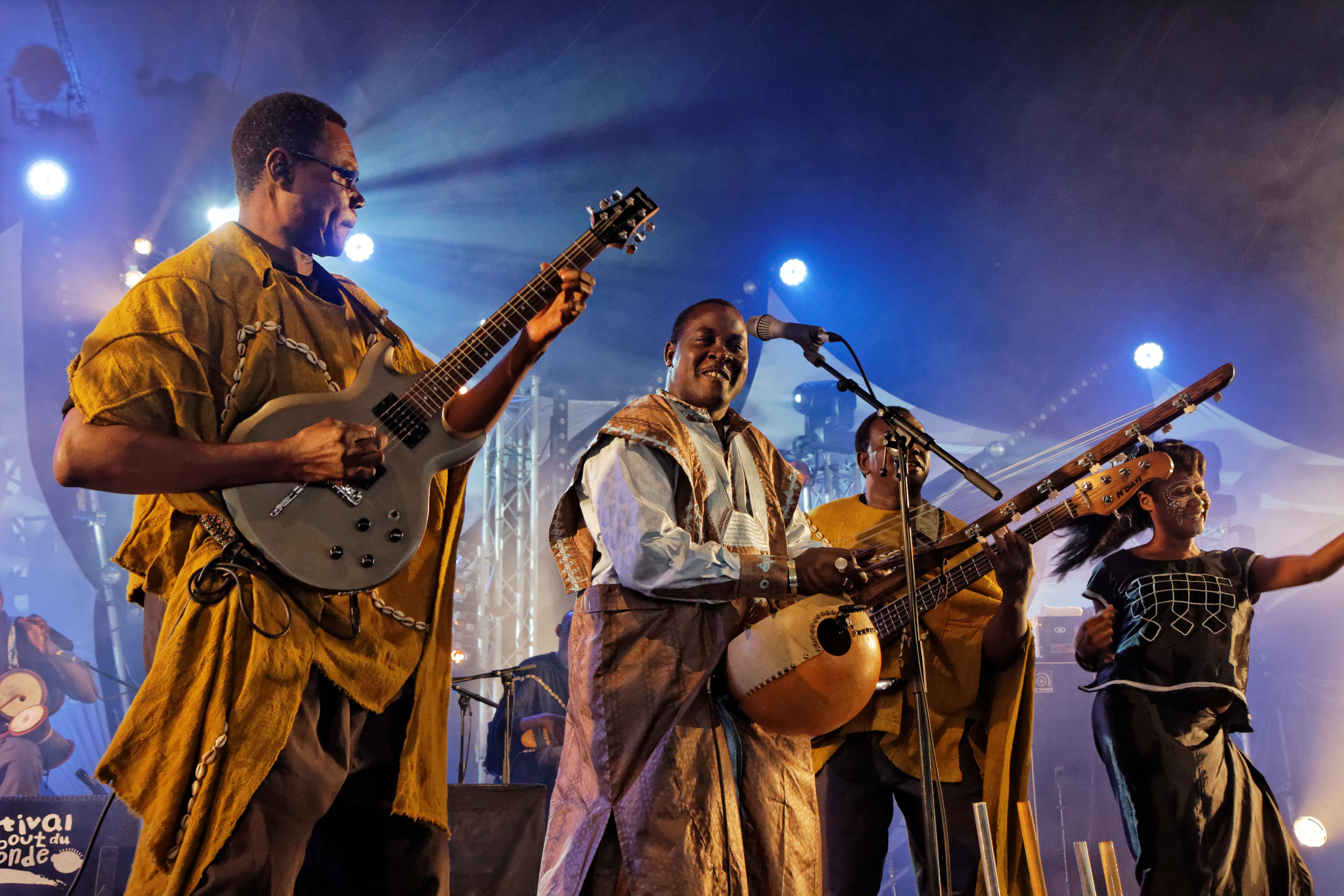
Mamar Kassey, eine der international erfolgreichsten Musikgruppen aus Niger

Niger hat eine vielfältige, oft rituell verankerte und mit Tanz verknüpfte Musiktradition. Zu den traditionellen Musikinstrumenten des Landes gehören die Blasinstrumente Algaita und Kakaki, die Zupfinstrumente Goge und Molo sowie die Trommeln Ganga, Kalangu und Tendé. In der breite Bevölkerungsschichten ansprechenden musique tradi-moderne werden Elemente der eigenen musikalischen Überlieferung mit Stilen und Instrumenten der Popmusik verbunden. Zu den erfolgreichsten Bands der musique tradi-moderne zählen Mamar Kassey und Etran Finatawa. Ein wichtiger Musikpreis für diese Musikrichtung ist der Prix Dan Gourmou. Mitte der 1990er Jahre wurde zudem nigrischer Rap populär, der auch von Frauen praktiziert wird und oft gesellschaftskritische Botschaften weiterträgt.
Gedruckte literarische Werke aus Niger sind vorwiegend in französischer Sprache verfasst. Bekannte nigrische Schriftsteller sind Ibrahim Issa, Abdoulaye Mamani, Idé Oumarou und vor allem Boubou Hama, nach dem der staatliche Literaturpreis Prix Boubou Hama benannt ist. Die mündliche Literatur in den Nationalsprachen ist bei allen Ethnien des Landes verbreitet. Populär sind insbesondere Erzählungen auf Songhai-Zarma und Lyrik auf Tamascheq und Fulfulde. Eine Kaste berufsmäßiger Sänger und Dichter sind die Griots. Nationalsprachen in Schriftform finden sich in islamischen kalligrafischen Werken in der Adschami-Schrift und in der Tifinagh-Schrift der Tuareg.
Die in die repräsentative Liste des immateriellen Kulturerbes der Menschheit aufgenommenen joking relationships Nigers werden bei einer Vielzahl öffentlicher Anlässe aufgeführt. Traditionelles Theater wird insbesondere bei den Hausa praktiziert. Der nigrische Film hatte seine Blütezeit in den 1960er und 1970er Jahren. Zu nennen sind hier besonders die Regisseure Moustapha Alassane und Oumarou Ganda. Als erster genuin nigrischer Film gilt Alassanes Aouré aus dem Jahr 1962.

### Sport

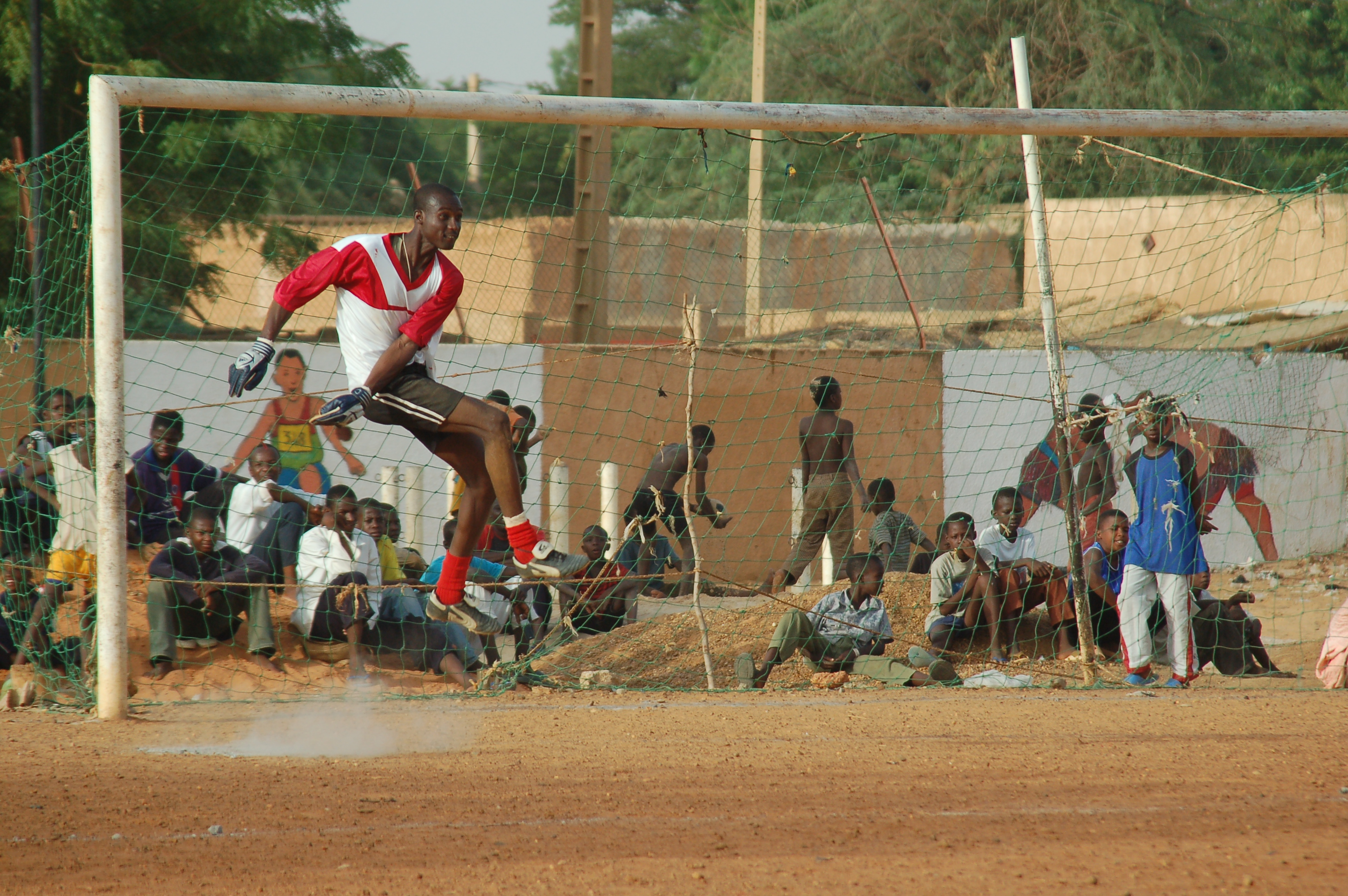
Ein Tormann und junge Zuschauer bei einem Fußballspiel in Niamey

Die populärsten Sportarten in Niger sind Fußball und die Lutte traditionnelle. Die nigrische Fußballnationalmannschaft, genannt Ména, qualifizierte sich erstmals 2012 für die Fußball-Afrikameisterschaft. Fußballspieler aus Niger machten sich einen Namen durch ihren Einsatz für Vereine in Europa, Kamerun und Burkina Faso. Bei der in den nationalen Medien breit behandelten Lutte traditionnelle, einer in Westafrika verbreiteten Form des Ringkampfs, treten die Kämpfer einzelner Dörfer gegeneinander an und werden dabei von Musikern und Griots begleitet.
Kamelrennen sind in den Wüsten der Regionen Agadez und Tahoua verbreitet. In den von Kanuri bewohnten Gebieten im Osten des Landes haben Pferderennen eine lange Tradition. Vor allem im Schulsport werden Basketball, Volleyball und Tischtennis praktiziert.
Die bislang einzigen Medaillen in der olympischen Geschichte Nigers gewannen der Boxer Issaka Daboré bei den Sommerspielen 1972 und der Taekwondoin Abdoulrazak Issoufou Alfaga bei den Sommerspielen 2016. Im Jahr 2005 war Niamey die Gastgeberstadt der 5. Spiele der Frankophonie, an denen 25.000 Athleten teilnahmen. In Niamey befindet sich mit dem General-Seyni-Kountché-Stadion die größte Sportstätte des Landes.

### Essen und Trinken

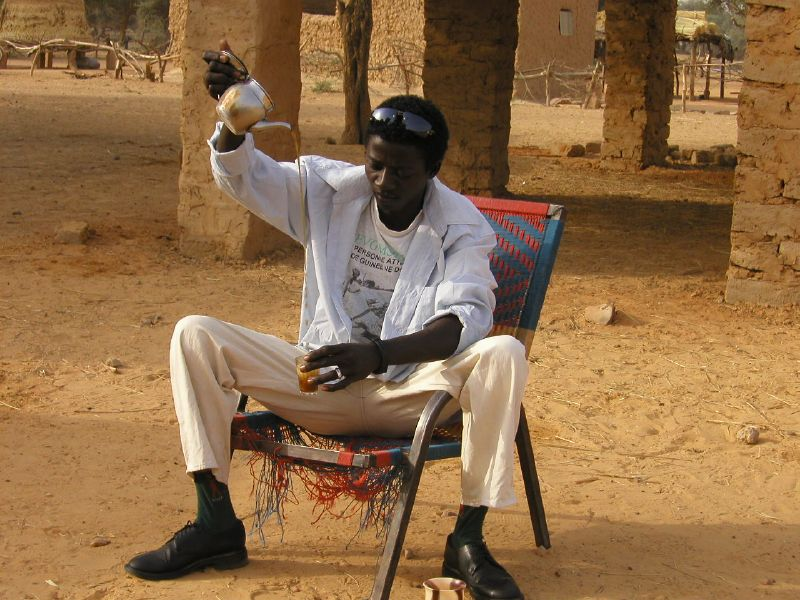
Teezubereitung in Inatès

Die nigrische Küche basiert auf Getreide, Gemüse, Fleisch und Fisch aus der Region. Hirse und Reis dienen als Grundnahrungsmittel. Sie werden oft zu einem Teig weiterverarbeitet, der zu Knödeln geformt wird. Das Trockenfleisch Kilishi gilt als ein Nationalgericht Nigers. Häufig anzutreffen ist auch ein Erdnussbutter-Eintopf. Als Street Food werden beispielsweise Reis mit Bohnen und Bohnenkuchen in verschiedenen Variationen verkauft. Als Standardspeise bei Festessen hat sich das Lammgericht Meschoui durchgesetzt. Regionale Unterschiede sind etwa bei Brot festzustellen. Ein Beispiel ist das Wüsten-Fladenbrot der Tuareg, das in einem Sandofen gebacken und mit Sauce gegessen wird. Fischgerichte sind hingegen vor allem im Flusstal des Niger im Südwesten anzutreffen.
Ein typisches Getränk Nigers ist in kleinen Gläsern gereichter bittersüßer Tee. Gekühlter Trinkjoghurt und Sauermilch, genannt solani oder kossam, werden in verschiedenen Geschmacksrichtungen verkauft. Zu den verbreiteten Erfrischungsgetränken zählen außerdem Bissap, Ingwer- und Tamarindenlimonade.

### Feiertage und Feste
Der Nationalfeiertag Nigers wird am 3. August im Gedenken an die an diesem Tag des Jahres 1960 erfolgte Verlesung der Unabhängigkeitserklärung durch Hamani Diori gefeiert. Er fällt mit dem Tag des Baumes zusammen, an dem traditionell im ganzen Land Bäume gepflanzt werden. Der Tag der Republik wird am 18. Dezember begangen. Er erinnert an die Gründung der Republik Niger innerhalb der Communauté française am 18. Dezember 1958. Der Tag der Eintracht am 24. April wurde anlässlich des Friedensabkommens vom 24. April 1995 zwischen der Regierung und den Rebellen der Organisation des bewaffneten Widerstands eingeführt.
Zu den gesetzlichen Feiertagen zählen ferner unter anderem mehrere islamische und christliche Feste. Es ist in Niger üblich, dass Muslime und Christen einander zu ihren religiösen Feiern einladen. Vor allem im Osten des Landes wird das zweitägige islamische Opferfest mit musikalischen Darbietungen öffentlich auf den Straßen gefeiert. Bei der Cure Salée handelt es sich um ein Fest von Fulbe- und Tuareg-Nomaden in der Regenzeit, das jährlich bei Ingall begangen wird. Beim traditionellen Brautschau-Festival Guérewol der Wodaabe stellen ledige Männer ihre Schönheit zur Schau. In der Stadt Agadez findet alljährlich das mehrwöchige Volksfest Bianou statt.
| Deutsche Bezeichnung     | Französische Bezeichnung                           | Datum                         |
| ------------------------ | -------------------------------------------------- | ----------------------------- |
| Neujahr                  | Nouvel an                                          | 1. Januar                     |
| Tag der Eintracht        | Journée nationale de la concorde                   | 24. April                     |
| Tag der Arbeit           | Fête de travail                                    | 1. Mai                        |
| Nationalfeiertag         | Fête Nationale                                     | 3. August                     |
| Tag der Republik         | Journée de la République                           | 18. Dezember                  |
| Weihnachten              | Noël                                               | 25. Dezember                  |
| Ostermontag              | Lundi de Pâques                                    | variabel                      |
| Fest des Fastenbrechens  | Fête de fin du Ramadan                             | variabel                      |
| Opferfest                | Fête de la Tabaski                                 | variabel, zweitägig           |
| Nacht der Bestimmung     | Nuit du Destin                                     | variabel                      |
| Geburtstag des Propheten | Anniversaire de la naissance du Prophète Mahomet   | variabel (12. Rabīʿ al-awwal) |
| Islamisches Neujahr      | Journée correspondant au 1er jour de l’An musulman | variabel (10. Muharram)       |